# Маріетта (Північна Кароліна)
Маріетта (англ. Marietta) — місто (англ. town) в США, в окрузі Робсон штату Північна Кароліна. Населення — 111 особа (2020).

## Географія
Маріетта розташована за координатами 34°22′6″ пн. ш. 79°7′29″ зх. д. / 34.36833° пн. ш. 79.12472° зх. д. (34.368198, -79.124858).  За даними Бюро перепису населення США в 2010 році місто мало площу 2,89 км², уся площа — суходіл.

## Демографія
Згідно з переписом 2010 року, у місті мешкало 175 осіб у 65 домогосподарствах у складі 52 родин. Густота населення становила 60 осіб/км².  Було 79 помешкань (27/км²).
Расовий склад населення:
| - 56,6 % — чорних або афроамериканців - 42,3 % — білих |

До двох чи більше рас належало 1,1 %. Частка іспаномовних становила 0,0 % від усіх жителів.
За віковим діапазоном населення розподілялося таким чином: 22,3 % — особи молодші 18 років, 61,7 % — особи у віці 18—64 років, 16,0 % — особи у віці 65 років та старші. Медіана віку мешканця становила 48,1 року. На 100 осіб жіночої статі у місті припадало 92,3 чоловіків;  на 100 жінок у віці від 18 років та старших — 100,0 чоловіків також старших 18 років.
Середній дохід на одне домашнє господарство  становив 39 423 долари США (медіана — 32 500), а середній дохід на одну сім'ю — 39 979 доларів (медіана — 38 750). За межею бідності перебувало 29,9 % осіб, у тому числі 59,1 % дітей у віці до 18 років та 7,1 % осіб у віці 65 років та старших.
Цивільне працевлаштоване населення становило 46 осіб. Основні галузі зайнятості: освіта, охорона здоров'я та соціальна допомога — 28,3 %, роздрібна торгівля — 17,4 %, транспорт — 13,0 %, мистецтво, розваги та відпочинок — 10,9 %.